# Jean-Michel Bouhours
 (mars 2020).
Jean-Michel Bouhours est un conservateur, historien de l'art et cinéaste français né le 9 août 1956 à Brou.
Spécialiste de l'art moderne et du cinéma d'avant garde, il est l'auteur d'une trentaine de films expérimentaux et plusieurs ouvrages sur l'art.
Ancien chef de service des collections modernes au Musée national d'Art moderne, ancien Directeur du Nouveau Musée national de Monaco de 2003 à 2008. Depuis 2017, il est curateur free lance.

## Biographie
Études de mathématiques/ physique à l'Université François Rabelais de Tours puis de cinéma à l'Université Paris VIII-Vincennes et Saint-Denis.[réf. nécessaire]
En 1976, cofondateur de la Paris-Films-Coop, structure de diffusion du cinéma expérimental, créé sur le modèle de la New York Filmmakers Cooperative de Jonas Mekas. Au sein de ce groupe, il participe à la revue Melba, et réalise ses premiers films.
En 1976, son film Rythmes 76 est récompensé par un Prix spécial du jury au festival international du Jeune Cinéma de Toulon. Suivra quelques mois plus tard le film Chantilly, co-réalisé par Patrick Delabre.[réf. nécessaire]
En 1976, il commence à collaborer avec le Centre Pompidou pour l'exposition conçue par Peter Kubelka : Une Histoire du cinéma.
1977-1992 : Chargé de la programmation du cinéma expérimental au MNAM (Musée national d'art moderne)
1992-2003 :  Création du département Cinéma dont il prend la direction à l'initiative de Dominique Bozo, directeur du Musée national d'art moderne, dans le cadre de la réforme du Centre Pompidou et du Musée national d'art moderne, et est nommé conservateur. De nombreuses programmations cinématographiques, rétrospectives et cycles thématiques, souvent liés à l'actualité des expositions temporaires, comme Jackson Pollock, Années 50, Hors Limites, Féminin/Masculin, L'Empreinte, La Révolution surréaliste, entre autres.
À partir du milieu des années 1990, met en place une production éditoriale sur le cinéma expérimental et d'avant-garde, avec une collection d'ouvrages intitulée '15x21'. Ont été publiés : Le Je filmé avec Yann Beauvais, Teo Hernandez, Hollis Frampton L'Ecliptique du savoir avec Annette Michelson, Stan Brakhage. Métaphore et vision, Jochen Gerz In Case we Meet, Monter/Sampler L'échantillonnage généralisé, En marge d'Hollywood, etc.
En 1993, il publie un numéro spécial des Cahiers du Musée national d'art moderne consacré au film de Luis Bunuel, L'Âge d'or, avec l'intégralité de la correspondance inédite du cinéaste, du co-scénariste Salvador Dali et du vicomte de Noailles, le producteur. Simultanément, il dirige la restauration du négatif du film, un des premiers long métrage sonore tourné en France
En 1994, co-commissaire de l'exposition Hors limites, L'art et la vie, avec Jean de Loisy et Marie de Brugerolles, Daniel Caux et Jacques Donguy, au Centre Pompidou.
À partir de 2000, commissariat d'expositions consacrées à des artistes-cinéastes, notamment la première exposition consacrée à l'artiste néo-zélandais Len Lye (Centre Pompidou/Le Fresnoy 2000, Musée d'artr moderne et contemporain de Strasbourg), suivies des expositions consacrées à Michael Snow en 2001 et Jochen Gerz en 2002. En 2001, co-commissaire de l'exposition Les années Pop.
NMNM (Nouveau Musée National) Monaco 2003-2008 : En 2003, il quitte le Centre Pompidou pour prendre la direction du projet muséographique du Nouveau Musée national de Monaco : Un ensemble conséquent d'œuvres du peintre Kees van Dongen est constitué par acquisitions et dépôts pour devenir le noyau dur des collections du Musée. L'art de l'après-guerre et l'art contemporain complètent l'embryon des collections avec entre autres des œuvres de Jan Fabre, Michel Blazy, Mimmo Paladino, Enzo Cucchi, Patrick Raynaud, Jacques Villeglé, Jacques Monory... Des commandes sont passées à des artistes contemporains : Gabriele Basilico, Ange Leccia, Nancy Wilson-Pajic ou encore Philippe Cognée. Une programmation régulière d'expositions temporaires est mise en place : Acte 1 pour un nouveau musée (exposition manifeste), Acte 2 : Lumière, transparence, opacité, Monte Carlo vu par Germaine Krull et Gabriele Basilico, Beautés insensées, Kees van Dongen pour les plus importantes ainsi que des petites expositions organisées, Villa Sauber, consacrées à Mimmo Palladino, Alexandre Ponomarev ou encore aux acquisitions réalisées pour la section consacrée aux arts du spectacle.
MNAM, Centre Pompidou 2008-2016 : Conservateur en chef en charge des collections modernes: Expositions Arman (2010), Dali (2012), Anselm Kiefer (2015), Portraits (Hors les murs) Modigliani et ses amis (Hors les murs), Pure Colours (Hors les murs)
Depuis 2017 : Commissaire d'expositions free lance . Michel Nedjar avec Corinne Barbant (Lam, 2017), Dali Eureka (Musée d'art moderne de Céret (2017), André Masson Mythologie de l'être et de la nature (2019), José Antonio Sistiaga : De natura rerum (Kutxa, San Sebastian, 2022), Van Dongen : Deauville me va comme un gant (Franciscaines, 2023), L'argent dans l'art (Monnaie de Paris, 2023)

## Publications
- Man Ray directeur du Mauvais movies, avec Patrick de Haas, ed du Centre Pompidou, 1997. Premier ouvrage sur l'activité cinématographique de cet artiste dada et surréaliste[14].
- Quel cinéma, Dijon, Presses du réel/JP Ringier 2010 : ensemble de  textes sur le cinéma de 1994 à 2009
- Dali. Monographie, Paris, ed du Centre Pompidou, 2012.
- Dali Eureka. Ed Somogy, 2017
- André Masson Mythologie de l'être et de la nature. Silvano Editorial, 2019
- Michel Nedjar : Tout est poupée. Ed Buchet Chastel : Entretiens avec Michel Nedjar sortie fin 2021
- en préparation : Paolo Gioli. Ed Light Cone. sortie : automne 2024 aux Presses du réel

## Catalogues d'expositions
- 2023 : L'argent dans l'art. (Ed. In Fine)
- 2023 : Kees van Dongen : Deauville me va comme un gant (Ed des Falaises)
- 2022 : José Antonio Sistiaga : De natura rerum (ed Kutxa, San Sebastian)
- 2019 : André Masson Mythologie de l'être et de la nature (Silvana éditoriale)
- 2017 :
  - Dali : Eureka. (Ed Somogy)
  - Michel Nedjar Introspective (Lam)
- 2015 :
  - Anselm Kiefer (Centre Pompidou)[15]
  - José Antonio Sistiaga Museo Oteiza (ed. Museo Oteiza, Pamplona)
- 2014 : Modigliani et ses amis. Milano, ed Skira
- 2013 : Dali (avec Thierry Dufrêne et Jean-Hubert Martin) ed. Centre Pompidou. Ed française et espagnole[15]
- 2011 : José Antonio Sistiaga : Lorategi irudikatu bateko islak (Koldo Mitxelena, San Sebastian)
- 2011-2013 : Portraits. Collections du Centre Pompidou / Retratos  / Il Volto del 900. Capolavori dal Centre Pompidou. Da Matisse a Bacon.
- 2010 : Arman[15] ed. Centre Pompidou
- 2009 : Kees van Dongen, Museo Picasso, Barcelona
- 2008 : Kees van Dongen, avec Nathalie Bondil (Nouveau Musée national de Monaco/ Musée des Beaux-Arts de Montréal). Ed Hazan[15]
- 2007 : Basilico Monte Carlo. ed. Acte Sud
- 2006 : Lumière, transparence, opacité. ed. Skira
- 2005 : Acte 1 pour un nouveau Musée. ed. de la Martinière
- 2001 : Les années Pop. ed. du Centre Pompidou
- 2000 : Len Lye (avec Roger Horrocks). ed. Centre Pompidou
- 1994 : Hors limites (avec Jean de Loisy et Marie de Brugerolles) ed. Centre Pompidou

## Filmographie
- 1974 : 98[16], Super 8. 17 min
- 1976 : Rythmes 76[17], Super 8. 18 min. Prix spécial du jury au Festival international du jeune cinéma de Toulon en 1976
- 1976 : Chantilly[18], coréalisation avec Patrick Delabre, 16 mm. 15 min
- 1977 : Chronoma[19]. 23 min
- 1978 : Intermittences non régulées d'Étienne-Jules Marey[20], 16 mm. 14 min. Réalisé pour l'exposition de Jean Clair et Michel Frizot : "EJ Marey 1830-1904" au Centre Pompidou. Collection du Centre Pompidou, MNAM/CCI.
- 1976-79 : Sécan-ciel, 16 mm. 11 min
- 1979-82 : Chronographies[21], 16 mm. 17 min
- 1991 : Vagues à Collioure (Hommage à Matisse)[22], 16 mm. 6 min
- 2011-2014 : Jaleo, vidéo. 4 min
- 2019 : Sol y Jaima, video, 1'30
- L'ombre blanche de l'homme qui marche[23]. vidéo HD, 1'50
- 2019-2020 : Sous le signe du lion. Film numérique HD. 2019-2020. 90 min
- 2019 : Film blanc. Film numérique HD. 2020
- 2020 : Chantilly revisited. Film numérique HD. 25 min. Création sonore : Gustavo Gimenez. Versions Film et Installation
- 2020-21 : Proscenium. Film numérique HD. 19 min. Versions Film et Installation
- 2021 : Otonal. Film numérique Full HD. 33'
- 2022 : Paysages aux tournesols. film numérique UHD 4K. 3'25
- 2022-23 : Noces de sang. Film numérique 4K. 5'
- 2023 : Estrellas en el Albaicin. Film numérique 4K. 7'
- Film de sable. Film numérique 4K. 4'
- Elna in Motion. Film numérique 4K. 16'